# 天地真理
天地 真理（あまち まり、1951年〈昭和26年〉11月5日 - ）は、日本の歌手、女優、タレント。埼玉県大宮市（現：さいたま市）出身。本名：青木 眞理（あおき まり）、旧姓：齋藤（さいとう）。愛称：マリ、隣のマリ、白雪姫。
1970年代前半に天真爛漫な笑顔で国民的アイドルとなり、一世を風靡した。血液型はO型。身長158cm（1972年3月）。

## 来歴
出生時の本名は齋藤 眞理（さいとう まり）、結婚後の本名は青木 眞理（あおき まり）である。なお「眞理」という名の命名者は、埼玉県比企郡都幾川村（現：ときがわ町）にある臨済宗妙心寺派の寺院「法燈禅林 皎円寺」（こうえんじ）の住職であった柳瀬有禅である。
2歳の時に両親が離婚、母親に連れられて埼玉県大宮市（現：さいたま市大宮区）から東京都中野区へ転居。1955年から1956年は中野保育園に通う。世田谷区上北沢へ転居し、1958年に世田谷区立上北沢小学校に入学。5年生のとき母親に買ってもらった88鍵のアップライト・ピアノ（Kreutzer社製）に親しみ、演奏の腕を上げる。1964年、国立中学校（現：国立音楽大学附属中学校）に入学。在学中に練馬区桜台、さらに神奈川県座間市相模台へ転居。
1967年、国立音楽高等学校（現：国立音楽大学附属高等学校）ピアノ科に進学するも声楽科へ転科。同高校在学中からジョーン・バエズ等のフォークソングを愛好する。高校在学中の1969年よりヤマハ音楽振興会附属教室ヴォーカルコースで学び、プロ歌手となるためのレッスンに励んだ。卒業の翌4月「中里音楽事務所」に所属するが11月には契約破棄。また7月には、映画監督・斎藤耕一の妻である女優・天路圭子と偶然出会い、芸能界接触の糸口をつかむ。同月、TBS系視聴者参加番組『ヤング720』に出演し認められる。
同年12月に渡辺プロダクションへの所属が内定。翌年4月、CBS・ソニーレコード（現：ソニー・ミュージックエンタテインメント（SMEJ））との正式契約を結ぶ。梶原一騎の著書『わが懺悔録』（こだま出版、1986年）によれば、梶原原作の劇画『朝日の恋人』（のち『太陽の恋人』と改題）の主人公の名前「天地真理」を、当時デビュー予定の彼女の芸名に使いたいという申し出が事務所側からあったという。
デビュー当時の公称は、身長158cm・体重46kg、スリーサイズはB83cm、W56cm、H88cm。趣味は靴の収集。好きな食べ物はメロン。
楽曲のイメージを増幅させるテニスウェア等の衣装、「恋する夏の日」におけるテンポのよい振付、「虹をわたって」における歌詞の合い間に挟まれるファンからの「真理ちゃ〜ん」コールなど、後に続くアイドル歌手の基本スタイルを確立した。キャッチフレーズは「（あなたの心の隣にいるソニーの）白雪姫」。なお、デビュー当初には「可愛いアヒルちゃん」という愛称も用いられた。
所属事務所はその後、渡辺プロダクション傘下の渡辺ワークショップ → エヌ・エンタープライズ → スムーズクリエイツ → サムシングリアル → 有限会社ケイワイと所属替えした後、天地の個人事務所「天地真理ファンクラブ事務局」で活動。
母親は東京・歌舞伎町で「てまり」という大衆割烹を経営していた（1973年7月開店、1980年頃閉店）。

### 国民的アイドルとして活躍

#### 1971年
1971年6月6日、TBS系人気番組『時間ですよ』（第2期・第3期）の、銭湯「松の湯」従業員役（川口晶の次のレギュラー）のオーディションを受け、西真澄と一緒に最終審査まで残ったが、合格は西真澄であった。しかし選考時に天地を見た主演の森光子が不合格を惜しみ、台本にない急ごしらえの新登場人物として出演させることを同番組演出の久世光彦らに提案したため、堺正章演ずる「松の湯の健ちゃん（宮崎健）」がひたすら憧れる「隣のまりちゃん」（マリ）役として登場、一躍脚光を浴びた。1971年7月21日の初出演時には、「松の湯」隣家の2階の窓辺で白いギターを爪弾きながら「恋は水色」を歌った。
なお、久世は「小谷夏」名義で作詞家としても知られており、天地の持ち歌である「ひとりじゃないの」「思い出の足音」「風花のさよなら」「さびしかったら」「出不精のピーターパン」「二月の風景画」「ひこうき雲」「返信」「ポケットに涙」「涙から明日へ」などの作詞も手がけている。
同年10月1日にアイドル歌手として、「水色の恋」でデビューし大ヒットした。以後、1974年までの間「ちいさな恋」「ひとりじゃないの」「虹をわたって」「ふたりの日曜日」「若葉のささやき」「恋する夏の日」「空いっぱいの幸せ」「恋人たちの港」「恋と海とTシャツと」「想い出のセレナーデ」からなる一連の大ヒット曲を発表する。
同じく1971年に歌手デビューした南沙織、小柳ルミ子とともに『三人娘』（のち『新三人娘』）と呼ばれた。ヒット曲は主に森田公一とトップギャランで知られる森田公一が手掛けていた。オリコンシングルチャートでは5曲が1位を取っている。

#### 1972年
1970年代初期には、天地真理ブームがあった。1972年より冠番組の『真理ちゃんシリーズ』（TBS系列、毎週木曜日19:00-19:30）を担当し、『真理ちゃんとデイト』（1972年10月5日 - 1973年3月29日）、『となりの真理ちゃん』（1973年4月5日 - 9月27日）、『とび出せ!真理ちゃん』（1973年10月4日 - 1974年3月28日）、『アタック!真理ちゃん』（1974年4月4日 - 9月26日）、『はばたけ!真理ちゃん』（1974年10月3日 - 1975年3月27日）の5シリーズが放送される。内容は主に人形たちとともに、天地が童話等を題材とした小歌劇（『アタック！-』は公開収録によるステージショー形式）を演ずるというものであった。
1972年2月5日、「ちいさな恋」発売。同年3月19日、「青山タワーホール」にて第1回ファンクラブの集いが開催され、2000人が集合。同年5月21日、「ひとりじゃないの」発売。同月28日、日比谷公会堂にて初コンサート「真理ちゃんと日比谷でデート」が開かれ、5000人の観衆が集まる。同年7月5日より、TBSテレビ水曜劇場「おはよう」にレギュラー出演。同年9月1日、「虹をわたって」発売。同月30日から封切りの松竹映画『虹をわたって』（監督：前田陽一）に主演（星野マリ役）。同年11月16日、「ひとりじゃないの」で第3回日本歌謡大賞放送音楽賞を受賞。同年12月3日、第5回日本有線大賞大衆賞受賞。同月5日、「ふたりの日曜日」発売。同月24日、「日本武道館」にて「3人娘クリスマス・ショー」開催。同月31日には第14回日本レコード大賞大衆賞を受賞し、「水色の恋」ピアノ演奏と「ひとりじゃないの」歌唱を披露した。

#### 1973年
1973年3月、春の選抜高校野球甲子園大会において「虹をわたって」が入場行進曲に選ばれ、天地も同センバツ大会の開会式にゲスト出演した。
1973年3月、第10回ゴールデン・アロー賞特別賞（1972年度）受賞。同年4月7日、埼玉県所沢市の西武園ユネスコ村での「若葉のささやき」(3月21日発売)の新曲発表会において、3万人の入場を予定していたイベント「真理ちゃんと3万人のウィークエンド」に、全国から10万人に及ぶファンが集まる。同月29日から上映の松竹映画『愛ってなんだろ』（監督：広瀬襄）に主演（浅見麻里子役）。同年7月1日、「恋する夏の日」発売。同月19 - 27日、急性盲腸炎のため銀座・菊地病院に手術入院。同年8月14〜20日に大阪・梅田コマ劇場で初のワンマンショーを行う。同年10月21日、「空いっぱいの幸せ」発売。同年11月18日、ファンとのイベント「真理ちゃん気球に乗って大空へ」が開催され、5000人が参加。同年12月31日、「若葉のささやき」（編曲：竜崎孝路）が第15回日本レコード大賞編曲賞受賞。さらに同月、第6回日本レコードセールス大賞ゴールデン賞受賞。なお、この年の7月19日、天地の母が東京・新宿に小料理店「てまり」を開業している。
1973年のブロマイド年間売上枚数が女性部門で1位になる。また人気アイドルとして、下敷きなどの文房具やトランプなどの玩具といったキャラクターグッズが多数つくられ、さらにはブリヂストンサイクル工業（現：ブリヂストンサイクル）から女児向け自転車「ドレミまりちゃん」が発売された。「ドレミまりちゃん」には3歳用・5歳用・7歳用があり、当時の女児向けテレビ番組などでCMが流された。なお、同時に発売された男児向け自転車には当時流行した『仮面ライダー』が宣伝キャラクターとして採用されていた。
このころについて、天地はスカパー!のホームドラマチャンネルで2023年に一連の『真理ちゃんシリーズ』一挙放送特集を行うにあたってのインタビューで、「他のテレビ番組・ドラマ・映画、コンサートなどへの出演などもあって、休みは2か月に一度程度しかなかった。さらに、早朝から翌日未明に当たる深夜3時まで働きづめで、睡眠時間は3時間程度、食事は移動中の車でサンドウィッチだけということが多かった」と述べている。休みの日は、「ステージ衣装を買ったり、食事に出かけたりしていた」という。

#### 1974年
1974年元日 - 7日、東京・日本劇場で小柳ルミ子とハッピーニューイヤーショーを行う。ゲストは井上順。同年2月1日、「恋人たちの港」発売。同年3月25日 - 31日、東京・浅草国際劇場で「天地真理ショウ」を行う。同年4月3日、大阪フェスティバルホールにてフォークコンサートを開く。同月5日 - 9月21日放送のTBSテレビ・アニメ『星の子チョビン』（原作：石森章太郎（後の石ノ森章太郎））でナレーターを担当。同年6月1日、「恋と海とTシャツと」発売。また同日、葉山マリーナ第1回天地真理杯ヨットレース開催。同年8月15 - 21日、大阪・梅田コマ劇場でワンマンショーを行う。同年9月1日、「想い出のセレナーデ」発売。同月15日、東京・九段会館にてライブコンサート開催。同年10月、第1回横浜音楽祭・音楽祭特別賞受賞。同年12月10日、「木枯らしの舗道」発売。

#### 1975年
1975年元日 - 6日、昨年に引き続き東京・日本劇場で小柳ルミ子とハッピーニューイヤーショーを行う。ゲストは愛川欽也。同年2月3日 - 3月4日、約1か月の休暇をとり、単身でヨーロッパに滞在する。同年4月1日、「愛のアルバム」発売。同月19日、東京・中野サンプラザホールで初のリサイタルを昼夜2回行う。同年5月21日、「初めての涙」発売。同月31日 - 6月24日、日本劇場のミュージカル『君よ知るや南の国』（原作：ゲーテ『ヴィルヘルム・マイスターの修業時代』）に主演（ミニヨン役）。同年8月7 - 12日、大阪・梅田コマ劇場でワンマンショーを行う。同年9月1日、「さよならこんにちわ」発売。同月から10月にかけ各地で民音コンサート開催。同年12月5日、「夕陽のスケッチ」発売。

#### 1976年
1976年1月元日 - 7日、東京・浅草国際劇場の「新春・森進一ショー」に特別ゲストとして出演する。同年4月17日、東京・芝の郵便貯金ホールで「天地真理コンサート・私は天地真理」（その内容はのちにレコード化される）を行う。太田裕美が激励に駆けつけた。森光子は客席でコンサートを鑑賞していたが、アンコールの「水色の恋」で再び緞帳が上がると客席から舞台に上がり、「水色の恋」を歌う天地に寄り添い激励した。同月21日、「矢車草」発売。同年7月20日、葉山マリーナ第2回天地真理杯ヨットレース開催。同月21日、「愛の渚」発売。同年8月7 - 9日、大阪・梅田コマ劇場でワンマンショーを行う。
同年8月27日 - 9月1日、デビュー5周年を記念し日本劇場にて「天地真理ショー ― 愛の渚」が開催される。同年9月8日 - 12月16日、音協全国縦断ツアー「天地真理リサイタル ― そよ風に誘われて」敢行（9月8日中野サンプラザホール、9月17日浜松市民会館、9月27日川崎市産業文化会館、10月27日名古屋市民会館、10月30日京都会館第1ホール、11月28日日立小平会館、12月7日大阪厚生年金会館、12月10日宇都宮栃木会館、12月16日千葉県文化会館）。同年12月5日、「夢ほのぼの」発売。TBSテレビ水曜劇場『ふたりでひとり』劇中歌として歌われる。

### NHK紅白歌合戦
年末恒例のNHK紅白歌合戦（NHK総合・ラジオ第1）には第23回（1972年）、第24回（1973年）、第25回（1974年）と過去3度出場した。1度目は「ひとりじゃないの」、2度目は「恋する夏の日」、そして3度目の出演が「想い出のセレナーデ」である。
1974年4月19日〜同年6月10日、東京・上野の東京国立博物館本館1階特別第5室で開催された「モナ・リザ展」でダ・ヴィンチの『モナ・リザ』が日本初公開され、総計150万人を超える入場者を記録、展示最終日前日の6月9日（日曜日）には約61,000人が来館し、日本で「モナ・リザ」ブームが巻き起こった。このブームに因み、「想い出のセレナーデ」を歌う際には紅組司会の佐良直美が「モナリザと言えば微笑み（ほほえみ）、そして微笑といえば天地真理さん」と紹介した。

### 芸能活動休業以後

#### 1977年 - 1979年
1977年1月23日、甲状腺機能不調などを理由に、東京・港区三田の東京専売病院に緊急入院、約1か月後の2月20日には退院したものの引き続き休養生活に入り、芸能活動を約2年半にわたり休業した。（後年、甲状腺の理由は嘘であり、芸能生活に疲れてしまい休みたかったためと語っている）
1979年5月1日、天地は新宿・厚生年金ホールで開かれた「森田公一とトップギャラン結成10周年記念コンサート」に招かれ、久々に公衆の面前に姿を現した。同年6月7日、「天地真理を励ます会」が発起人の森光子・森田公一立ち合いのもと、CBS・ソニー録音スタジオにおいて200名を超える取材陣を前に開かれた。復帰会見では「とにかく歌が好き。私には歌しかないと思っていました。」というメッセージを自ら公表し、また、約2年半休業の間ファンクラブが存続していたことに対し、支援を忘れなかったファンへの感謝の辞を述べた。同月10日午前8時5分から放送のTBSラジオ『ラジオリクエスト大賞・森田公一の青春ベストテン』へのレギュラー出演を機にカムバック。このときの所属事務所は渡辺ワークショップである。同月16日からは美顔器「エレンスパック」のテレビコマーシャルにも登場、ナレーションは森光子が務めた。
同年10月15日、東京芝・ABCホールで復帰コンサート「天地真理 明日への出発（たびだち）」（主催：渡辺ワークショップ、CBS・ソニー）を行う。ファンとより近い会場でという天地の希望により400席のホールで開催され、収容数を100名超えるファンが駆けつけた。特別ゲストに森田公一を迎え、演奏は当時太田裕美のバックバンドであった「コズミックララバイ」と淡海悟郎が担当。客席で森光子が鑑賞した。
同年12月に森田公一作曲、松本隆作詞「愛・つづれ織り」を発売。

#### 1980年代
1980年9月に「初恋のニコラ」（原曲歌唱：シルヴィ・ヴァルタン）をカバーしシングル発売するも、以前ほどの大ヒットには結びつかなかった。
1982年9月に芸能活動を再開。所属事務所はエヌ・エンタープライズ。ラジオ日本『思い出の愛の歌』のパーソナリティーを務める。番組は天地と男性局アナによるMCにより進行した。
当時、東京紀尾井町のホテルニューオータニにあった「クリスタルルーム」においてピーターとレビューショーを行い、天地の新しい魅力としてマスコミに取り上げられた。その後は舞台（芝居）へ意欲的に出演する。沢竜二主演の大衆演劇の芝居、新宿紀伊国屋ホール『上州乱気流』他、下北沢本多劇場でも数々の舞台に参加、『堕落』では御木本伸介とシリアスな芝居にも取り組んでいる。また、フジテレビ系の『オレたちひょうきん族』にレギュラー出演した時期があった。
1983年2月、シングル「私が雪だった日」を発売。
その後、アダルトへと路線変更し、同年12月にセミヌード写真集を、また1986年にはヌード写真集を発売。にっかつロマンポルノ『魔性の香り』（原作：結城昌治、監督:池田敏春）に主演（滝村秋子役）。1986年、アダルトビデオ『危険なレッスン』（監督:渡辺優）を発売。
1986年3月15日公開の映画『まんだら屋の良太』（原作：畑中純、監督:石山昭信）に芸者お染役で出演。

#### 1990年代
1993年公開の松竹映画『中指姫 俺たちゃどうなる?』（監督：堤ユキヒコ）にちょい役出演（銭湯脱衣所で憩うある婦人役）。1995年7月から9月までの3ヵ月間、『笑っていいとも!』にレギュラー出演した。またこの頃バラエティー番組に出演した際にアイドル時代との見た目の落差を弄られることが多く、大竹まことは「もう俺が好きだった天地真理じゃない。別物だ。」と発言した他明石家さんま等からも盛んに見た目や体型を弄られていた。
その後は減量に成功し、ダイエットについての著書『スリムになるってステキなことネ 天地真理の白雪姫ダイエット』（双葉社、1997年）を出版した。1997年7月、ヘアヌード写真集『東京モガ』を発売（撮影：沢渡朔）。同年、岩下志麻主演の松竹映画『お墓がない!』（監督：原隆仁）に未亡人敏江役で出演。

#### 2000年代
2001年まで数年間、ラジオ日本の『天地真理の深夜発熱烈熱愛大放送』（木曜深夜1:00-）という番組のラジオパーソナリティーを務めていたが、同年5月に降板した。2003年1月からは、同じくラジオ日本の『今夜もノリノリ歌謡曲』（深夜1:00-）の奇数週金曜日をパーソナリティーとして担当。2003年9月4日（木曜日）には日テレのバラエティ番組『壮絶バトル!花の芸能界 衝撃の天地真理スペシャル！』に出演。その後、上沼恵美子等が司会を務める関西ローカルのバラエティ番組『快傑えみちゃんねる』（関西テレビ）にゲスト出演した。
2006年10月1日（デビュー曲「水色の恋」発売日から丸35年目の日）には、35周年記念CD-BOX『天地真理 プレミアム・ボックス』が発売された。これは天地の歌手としての業績のほとんどを網羅したモニュメンタルなCD全集で、音楽CDのほか、テレビ番組『真理ちゃんシリーズ』から選び採られたヒット曲歌唱シーンを収録したDVDが1枚添えられている。

#### 2010年代以降
2010年10月19日にTBSのテレビ番組『解禁!(秘)ストーリー 〜知られざる真実〜』に出演した。収録日は10月1日で、歌手デビューした日だった。出身校である国立音楽大学附属中学・高校の校舎の一室で、かつての三人娘の一人である小柳ルミ子と対談した。
2011年4月1日、「天地真理ファンクラブ」が新たに発足し、春夏秋冬年4回の会報を発行開始した。
2011年5月25日、天地の代表曲の一つ「ひとりじゃないの」が東日本大震災復興支援チャリティーソングとして、石川ひとみ、伊藤蘭、太田裕美、大島花子、桑江知子、サエラ、ザ・リリーズ、ラヴァーズソウル、広谷順子、中尾ミエ、松本明子、michiko、山下久美子による歌唱で発表された。同日、itunesで配信を開始した。
デビュー40周年にあたる2011年および2012年には、ファンクラブ主催で各種記念イベントが行われた。
デビュー後40年となる2011年10月1日、デビュー曲「水色の恋」を発表した会場、ケネディハウス銀座（旧「銀座メイツ」）において、年来の親友である太田裕美を来賓に迎え、歌手デビュー40周年祝賀会が催された。同日夜には銀座シネパトスにおいて主演映画『虹をわたって』がニュープリントで上映され、同年11月5日の天地の誕生日には、銀座シネパトスにおいて主演映画『愛ってなんだろ』がニュープリントで上映された。
2012年1月28日、古賀政男音楽博物館けやきホールにおいて「酒井政利のJポップの歩み〜アーティストクローズアップ編〜第14回 天地真理 Part2」が開催され、特別ゲストとして出演した。同年7月1日、ファンクラブ制作、長女の青木真保プロデュースによるCD『天地真理オリジナル・ミュージック・コレクション』が発売された。このCDには天地真理が初めて作曲した「子守歌 母の愛」が収録されている。同年8月26日から新潟を初め全国9か所で「天地真理ファンの集い」が開催された。同年9月30日には銀座シネパトスで主演映画『虹をわたって』と『愛ってなんだろ』が上映され、天地・青木母娘の舞台挨拶が行われた。またこのイベントでは、有木竜郎率いる若い世代のピアノ、ヴァイオリン、ヴィオラ、チェロ各奏者による4人組の「天地真理クラシック・ユニット」が「もの想う季節」「子守歌母の愛」「ひとりじゃないの」の演奏を初めて披露した。同年10月1日よりエフエム軽井沢で新番組「天地真理ミュージック・コレクション」がスタートし、IPサイマル放送で配信された。この番組は毎週土曜日17:45から18:00に放送される15分番組で、初回の10月1日のみ特別番組として22時から60分間放送された。同年12月9日、東京・千駄ヶ谷のサロン・デュオにおいて「天地真理クラシック・ユニット」によるクリスマス・サロンコンサートが開催された。
2013年6月1日、東京都新宿区の「角筈区民ホール」において、アルバム『私は天地真理』の音源とソニー・ミュージック・ダイレクト所蔵写真とを用い、1976年4月17日に東京郵便貯金ホールで行われたコンサートを再現する「スクリーンコンサート」が催された。この新編集『私は天地真理』映像は、2014年1月より東京・阿佐ヶ谷「アート・アニメーションのちいさな学校地下劇場」において毎月1回上映されていた。
2015年2月からfacebookで天地真理からメッセージが発信されている。同年4月には京都会館にて天地真理ファンクラブ主催の「スクリーンコンサート&お気楽サロン」が実施された。クラシックユニット演奏会とスクリーンコンサートがアクロス福岡円形ホールと大阪梅田で開催された。11月には東京渋谷で天地真理とファンクラブ会員により天地の誕生日を祝う会が開催された。
2016年10月1日のデビュー45周年の日には、天地真理の歌ではなく演奏による「天地真理クラシック音楽祭」および「天地真理スクリーンコンサート」「天地真理主演映画の上映会」などが天地真理ファンクラブ事務局主催で開催された。
2021年10月1日に、デビュー50周年を迎えた。

## ディスコグラフィ
- 全てのシングル・アルバムはCBS・ソニー（現：ソニー・ミュージックレーベルズ）からリリースされた。

### シングル
| #  | 発売日          | A/B面 | タイトル             | 作詞                | 作曲                        | 編曲       | 最高順位 | 規格品番   |
| -- | --------------- | ----- | -------------------- | ------------------- | --------------------------- | ---------- | -------- | ---------- |
| 1  | 1971年 10月1日  | A面   | 水色の恋             | 田上えり            | 田上みどり                  | 森岡賢一郎 | 3位      | SONA-86200 |
| 1  | 1971年 10月1日  | B面   | 風を見た人           | 安井かずみ          | 村井邦彦                    | 森岡賢一郎 | 3位      | SONA-86200 |
| 2  | 1972年 2月5日   | A面   | ちいさな恋           | 安井かずみ          | 浜口庫之助                  | 馬飼野俊一 | 1位      | SONA-86214 |
| 2  | 1972年 2月5日   | B面   | ある日私も           | わだじゅんこ        | 浜口庫之助                  | 馬飼野俊一 | 1位      | SONA-86214 |
| 3  | 1972年 5月21日  | A面   | ひとりじゃないの     | 小谷夏              | 森田公一                    | 馬飼野俊一 | 1位      | SOLA-24    |
| 3  | 1972年 5月21日  | B面   | ポケットに涙         | 小谷夏              | 森田公一                    | 森田公一   | 1位      | SOLA-24    |
| 4  | 1972年 9月1日   | A面   | 虹をわたって         | 山上路夫            | 森田公一                    | 馬飼野俊一 | 1位      | SOLA-47    |
| 4  | 1972年 9月1日   | B面   | トンガリ屋根の教会へ | 山上路夫            | 森田公一                    | 馬飼野俊一 | 1位      | SOLA-47    |
| 5  | 1972年 12月5日  | A面   | ふたりの日曜日       | 山上路夫            | 平尾昌晃                    | 竜崎孝路   | 3位      | SOLA-65    |
| 5  | 1972年 12月5日  | B面   | 真冬のデイト         | 山上路夫            | 平尾昌晃                    | 馬飼野俊一 | 3位      | SOLA-65    |
| 6  | 1973年 3月21日  | A面   | 若葉のささやき       | 山上路夫            | 森田公一                    | 竜崎孝路   | 1位      | SOLB-7     |
| 6  | 1973年 3月21日  | B面   | 海にたくした願い     | 山上路夫            | 森田公一                    | 竜崎孝路   | 1位      | SOLB-7     |
| 7  | 1973年 7月1日   | A面   | 恋する夏の日         | 山上路夫            | 森田公一                    | 馬飼野俊一 | 1位      | SOLB-45    |
| 7  | 1973年 7月1日   | B面   | 花ひらくとき         | 山上路夫            | 森田公一                    | 馬飼野俊一 | 1位      | SOLB-45    |
| 8  | 1973年 10月21日 | A面   | 空いっぱいの幸せ     | 山上路夫            | 森田公一                    | 竜崎孝路   | 3位      | SOLB-80    |
| 8  | 1973年 10月21日 | B面   | もの想う季節         | 山上路夫            | 森田公一                    | 馬飼野俊一 | 3位      | SOLB-80    |
| 9  | 1974年 2月1日   | A面   | 恋人たちの港         | 山上路夫            | 森田公一                    | 竜崎孝路   | 4位      | SOLB-99    |
| 9  | 1974年 2月1日   | B面   | 爽やかなあなた       | 山上路夫            | 森田公一                    | 竜崎孝路   | 4位      | SOLB-99    |
| 10 | 1974年 6月1日   | A面   | 恋と海とTシャツと    | 安井かずみ          | 森田公一                    | 竜崎孝路   | 8位      | SOLB-139   |
| 10 | 1974年 6月1日   | B面   | 花嫁の友だち         | 安井かずみ          | 森田公一                    | 竜崎孝路   | 8位      | SOLB-139   |
| 11 | 1974年 9月1日   | A面   | 想い出のセレナーデ   | 山上路夫            | 森田公一                    | 竜崎孝路   | 4位      | SOLB-173   |
| 11 | 1974年 9月1日   | B面   | わたしの場合         | 安井かずみ          | 森田公一                    | 馬飼野俊一 | 4位      | SOLB-173   |
| 12 | 1974年 12月10日 | A面   | 木枯らしの舗道       | 山上路夫            | 森田公一                    | 穂口雄右   | 14位     | SOLB-202   |
| 12 | 1974年 12月10日 | B面   | ブランコ             | 山上路夫            | 森田公一                    | 竜崎孝路   | 14位     | SOLB-202   |
| 13 | 1975年 4月1日   | A面   | 愛のアルバム         | 山上路夫            | 森田公一                    | 森田公一   | 15位     | SOLB-237   |
| 13 | 1975年 4月1日   | B面   | 京都でひとり         | 山上路夫            | 川口真                      | 川口真     | 15位     | SOLB-237   |
| 14 | 1975年 5月21日  | A面   | 初めての涙           | 安井かずみ          | 宮川泰                      | 森岡賢一郎 | 26位     | SOLB-273   |
| 14 | 1975年 5月21日  | B面   | 君よ知るや南の国     | 安井かずみ          | A.Thomas                    | 宮川泰     | 26位     | SOLB-273   |
| 15 | 1975年 9月1日   | A面   | さよならこんにちわ   | 山口洋子 安井かずみ | 筒美京平                    | 筒美京平   | 36位     | SOLB-309   |
| 15 | 1975年 9月1日   | B面   | 明日また             | 山口洋子 安井かずみ | 筒美京平                    | 筒美京平   | 36位     | SOLB-309   |
| 16 | 1975年 12月5日  | A面   | 夕陽のスケッチ       | 宮中雲子            | 筒美京平                    | 萩田光雄   | 58位     | SOLB-343   |
| 16 | 1975年 12月5日  | B面   | 小さな人生           | 安井かずみ          | 筒美京平                    | 萩田光雄   | 58位     | SOLB-343   |
| 17 | 1976年 4月21日  | A面   | 矢車草               | 岩谷時子            | 筒美京平                    | 森岡賢一郎 | 50位     | SOLB-412   |
| 17 | 1976年 4月21日  | B面   | 一杯のレモンティー   | 岩谷時子            | 筒美京平                    | 森岡賢一郎 | 50位     | SOLB-412   |
| 18 | 1976年 7月21日  | A面   | 愛の渚               | 岩谷時子            | 弾厚作                      | 森岡賢一郎 | 51位     | 06SH-40    |
| 18 | 1976年 7月21日  | B面   | 愛がほしい           | 岩谷時子            | 佐瀬寿一                    | 森岡賢一郎 | 51位     | 06SH-40    |
| 19 | 1976年 12月5日  | A面   | 夢ほのぼの           | 橋本淳              | 小林亜星                    | 森岡賢一郎 | -        | 06SH-93    |
| 19 | 1976年 12月5日  | B面   | 海辺まで10マイル     | 橋本淳              | 小林亜星                    | 高田弘     | -        | 06SH-93    |
| 20 | 1979年 12月21日 | A面   | 愛・つづれ織り       | 松本隆              | 森田公一                    | 渡辺茂樹   | -        | 06SH-702   |
| 20 | 1979年 12月21日 | B面   | 旅人は風の国へ       | 松本隆              | 森田公一                    | 渡辺茂樹   | -        | 06SH-702   |
| 21 | 1980年 9月1日   | A面   | 初恋のニコラ         | 麻木かおる          | M.Peters N.Istvan M.Mallory | 青木望     | -        | 07SH-840   |
| 21 | 1980年 9月1日   | B面   | 不器用な女           | 網倉一也            | 網倉一也                    | 戸塚修     | -        | 07SH-840   |
| 22 | 1983年 2月1日   | A面   | 私が雪だった日       | 山川啓介            | 網倉一也                    | 石川鷹彦   | -        | 07SH-1257  |
| 22 | 1983年 2月1日   | B面   | 今は想い出           | 山川啓介            | 網倉一也                    | 石川鷹彦   | -        | 07SH-1257  |

#### その他のシングル
- 「夏を忘れた海／ひとかかえの愛」（1979年／XASH-1）[注釈 8]
  - 夏を忘れた海（作詞：安井かずみ／作曲：森田公一／編曲：戸塚修）
  - ひとかかえの愛（作詞：藤公之介／作曲：森田公一／編曲：戸塚修）

### アルバム

#### オリジナル・アルバム
| #  | タイトル                                       | 発売日         | 規格品番   | 収録曲 | 備考                                                    |
| -- | ---------------------------------------------- | -------------- | ---------- | --- | ------------------------------------------------------- |
| 1  | 水色の恋／涙から明日へ                         | 1971年12月21日 | SOND-66077 | Side-A 1. 水色の恋 2. なのにあなたは京都へ行くの（作詞：脇田なおみ／作曲：藤田哲郎） 3. あの素晴しい愛をもう一度（作詞：北山修／作曲：加藤和彦） 4. 涙は明日に（作詞：北山修／作曲：杉田二郎） 5. 悲しき天使（作詞・作曲：Gene Raskin(訳詞：漣健児)） 6. 忘れていた朝（作詞：山上路夫／作曲：村井邦彦） Side-B 1. 涙から明日へ（作詞：小谷夏／作曲：山下毅雄） 2. 忘れな草をあなたに（作詞：木下竜太郎／作曲：江口浩司） 3. 虹と雪のバラード（作詞：河邨文一郎／作曲：村井邦彦） 4. 恋は水色（作詞：Pierre Cour(訳詞：漣健児)／作曲：Andre Popp） 5. 恋人もいないのに（作詞：落合武司／作曲：にしおかたかし） 6. バタフライ（作詞：Ralph Bernet(訳詞：なかにし礼)／作曲：Danyel Gerard） | オリコン1位獲得 1972年度オリコン年間アルバムチャート1位 |
| 2  | ちいさな恋／ひとりじゃないの                   | 1972年6月1日   | SOLL-5     | Side-A 1. ちいさな恋 2. ポケットに涙（作詞：小谷夏／作曲：森田公一） 3. 乙女の祈り（作詞：安井かずみ／作曲：加藤和彦） 4. 白いバラの道（作詞：岩谷時子／作曲：渋谷毅） 5. 夢のチャペル（作詞：山上路夫／作曲：平尾昌晃） 6. 好きだから（作詞：後藤益子／作曲：森岡賢一郎） Side-B 1. ひとりじゃないの 2. 青春（作詞：安井かずみ／作曲：加藤和彦） 3. ひとりぼっちの私（作詞：後藤益子／作曲：森岡賢一郎） 4. 恋人になる前に（作詞：山上路夫／作曲：平尾昌晃） 5. おしえてよ愛の言葉（作詞：岩谷時子／作曲：渋谷毅） 6. ある日私も（作詞：わだじゅんこ／作曲：浜口庫之助） - 附属EP あなたと私（A面：ショパン『幻想即興曲』／B面：バッハ『インベンション』）                              | オリコン1位獲得                                         |
| 3  | 虹をわたって                                   | 1972年9月21日  | SOLL-      | Side-A 1. 虹をわたって 2. ひまわりの小径（作詞：林春生／作曲：筒美京平） 3. さよならをするために（作詞：石坂浩二／作曲：坂田晃一） 4. 美しい星（作詞：山上路夫／作曲：村井邦彦） 5. 太陽がくれた季節（作詞：山川啓介／作曲：いずみたく） 6. トンガリ屋根の教会へ（作詞：山上路夫／作曲：森田公一） Side-B 1. この広い野原いっぱい（作詞：小薗江圭子／作曲：森山良子） 2. 花と小父さん（作詞／作曲：浜口庫之助） 3. 花の首飾り（作詞：菅原房子／作曲：すぎやまこういち） 4. 涙くんさよなら（作詞／作曲：浜口庫之助） 5. 花嫁（作詞：北山修／作曲：端田宣彦） 6. 誰もいない海（作詞：山口洋子／作曲：内藤法美）                                                                            | オリコン最高順位2位                                     |
| 4  | 明日へのメロディー                             | 1972年12月21日 | SOLL-      | Side-A 1. ふたりの日曜日 2. 思い出の足音（作詞：小谷夏／作曲：菅原進） 3. 幸福に向かって（作詞：千家和也／作曲：中村泰士） 4. 明るい表通り（作詞：山上路夫／作曲：村井邦彦） 5. 星空の乙女（作詞：千家和也／作曲：中村泰士） 6. 恋の散歩道（作詞：千家和也／作曲：宮川泰） Side-B 1. 夏を忘れた海（作詞：安井かずみ／作曲：森田公一） 2. 真冬のデイト（作詞：山上路夫／作曲：平尾昌晃） 3. オレンジ色の旅（作詞：安井かずみ／作曲：森田公一） 4. 家に帰ろう（作詞：千家和也／作曲：宮川泰） 5. こころの日記（作詞：山上路夫／作曲：平尾昌晃） 6. 鳩がいる公園（作詞：山上路夫／作曲：村井邦彦）                                                                                          | オリコン1位獲得                                         |
| 5  | 若葉のささやき／さよならだけ残して             | 1973年4月21日  | SOLL-32    | Side-A 1. 若葉のささやき 2. 学生街の喫茶店（作詞：山上路夫／作曲：すぎやまこういち） 3. 冬物語（作詞：阿久悠／作曲：坂田晃一） 4. 若草の髪かざり（作詞：阿久悠／作曲：馬飼野俊一） 5. さよならだけ残して（作詞／作曲：吉田拓郎） 6. 海にたくした願い（作詞：山上路夫／作曲：森田公一） Side-B 1. さびしかったら（作詞：小谷夏／作曲：森田公一） 2. ギターをかかえて（作詞：山上路夫／作曲：森田公一） 3. 遠い夏（作詞：安井かずみ／作曲：森田公一） 4. ミモザの花の咲く頃（作詞：安井かずみ／作曲：森岡賢一郎） 5. いつもの曲り角（作詞：山上路夫／作曲：竜崎孝路） 6. さくら貝（作詞：ちあき哲也／作曲：馬飼野俊一）                                                                    | オリコン1位獲得                                         |
| 6  | 恋する夏の日                                   | 1973年9月1日   | SOLJ-77    | Side-A 1. 恋する夏の日 2. 愛になやむ頃（作詞：山上路夫／作曲：平尾昌晃） 3. 季節はずれの白いボート（作詞：安井かずみ／作曲：森岡賢一郎） 4. 陽のあたる窓辺（作詞：安井かずみ／作曲：加藤和彦） 5. 恋の世界（作詞：安井かずみ／作曲：森岡賢一郎） 6. 牧場の乙女（作詞：山上路夫／作曲：森田公一） Side-B 1. 想い出がいっぱい（作詞：山上路夫／作曲：平尾昌晃） 2. 明日への出発（作詞：安井かずみ／作曲：加藤和彦） 3. 朝のさざなみ（作詞：山上路夫／作曲：森田公一） 4. あなたの波紋（作詞：ちあき哲也／作曲：馬飼野俊一） 5. 花ひらく時（作詞：山上路夫／作曲：森田公一） 6. 渚の誓い（作詞：ちあき哲也／作曲：馬飼野俊一）                                                              | オリコン最高順位3位                                     |
| 7  | 空いっぱいの幸せ オリジナル・ポップス&フォーク | 1973年12月5日  |            | Side-A 1. 空いっぱいの幸せ 2. 銀座ひとりぼっち（作詞：なかにし礼／作曲：鈴木邦彦） 3. 愛と涙と約束と（作詞：山上路夫／作曲：森田公一） 4. 愛を呼ぶ春（作詞：なかにし礼／作曲：鈴木邦彦） 5. さよならは心をこめて（作詞：山上路夫／作曲：森田公一） 6. もの想う季節（作詞：山上路夫／作曲：森田公一） Side-B 1. 風にねがいごと（作詞：松山猛／作曲：加藤和彦） 2. 似顔絵（作詞／作曲：クニ河内） 3. 幸福(しあわせ)な時間（作詞：松山猛／作曲：加藤和彦） 4. 青春のうたごえ（作詞：山上路夫／作曲：森田公一） 5. あなたの故郷(ふるさと)（作詞：山上路夫／作曲：竹田賢） 6. あなたが教えてくれた歌（作詞：山上路夫／作曲：森田公一）                                                        |                                                         |
| 8  | 恋と海とTシャツと／恋人たちの港                | 1974年6月21日  |            | Side-A 1. 恋と海とTシャツと 2. 素晴らしい青春（作詞：山上路夫／作曲：森田公一） 3. 爽やかなあなた（作詞：山上路夫／作曲：森田公一） 4. 恋の予感（作詞：山上路夫／作曲：森田公一） 5. 花嫁の友だち（作詞：安井かずみ／作曲：森田公一） 6. 恋人たちの港 Side-B 1. ロマンス（作詞：山上路夫／作曲：堀内護） 2. サルビアの花（作詞：相沢靖子／作曲：早川義夫） 3. 恋の風車（作詞：林春生／作曲：筒美京平） 4. ある雨の日の情景（作詞：伊庭啓子／作曲：吉田拓郎） 5. 小さな日記（作詞：原田晴子／作曲：落合和徳） 6. あなた（作詞／作曲：小坂明子） |                                                         |
| 9  | 小さな人生                                     | 1975年12月21日 |            | Side-A 1. 一枚の写真（作詞：安井かずみ／作曲：川口真） 2. レイン・ステイション（作詞：松本隆／作曲：筒美京平） 3. 家なき子（作詞：松本隆／作曲：筒美京平） 4. 海辺に誘われて…（作詞：山口洋子／作曲：川口真） 5. ある恋の感想（作詞：安井かずみ／作曲：筒美京平） 6. さよならこんにちわ Side-B 1. 夕陽のスケッチ 2. 明日また（作詞：山口洋子・安井かずみ／作曲：筒美京平） 3. ひとりぼっちのデート（作詞：山口洋子／作曲：川口真） 4. 京都でひとり（作詞：山上路夫／作曲：川口真） 5. 明日への愛（作詞：安井かずみ／作曲：筒美京平） 6. 小さな人生（作詞：安井かずみ／作曲：筒美京平）                                                                                                   |                                                         |
| 10 | 童話作家                                       | 1976年12月21日 |            | Side-A 1. 童話作家（作詞／作曲：さだまさし） 2. 出不精のピーターパン（作詞：小谷夏／作曲：佐藤健） 3. 返信（作詞：小谷夏／作曲：佐藤健） 4. ひこうき雲（作詞：小谷夏／作曲：吉川忠英） 5. 二月の風景画（作詞：小谷夏／作曲：吉川忠英） 6. 風花のさよなら（作詞：小谷夏／作曲：佐瀬寿一） 7. 童話作家 Side-B 1. 夢ほのぼの 2. 矢車草 3. 愛がほしい（作詞：岩谷時子／作曲：佐瀬寿一） 4. 海辺まで10マイル（作詞：橋本淳／作曲：小林亜星） 5. 一杯のレモンティー（作詞：岩谷時子／作曲：筒美京平） 6. 愛の渚 |                                                         |

#### ライブ・アルバム
| # | タイトル               | 発売日         | 規格品番 | 収録曲 | 備考                                                                  |
| - | ---------------------- | -------------- | -------- | --- | --------------------------------------------------------------------- |
| 1 | 天地真理オン・ステージ | 1974年12月10日 |          | Side-A 1. 水色の恋 2. 青春（作詞：安井かずみ／作曲：加藤和彦） 3. ある雨の日の情景 4. 思い出のグリーン・グラス（作詞／作曲：Curly Putman（訳詞：山上路夫）） 5. 結婚しようよ（作詞／作曲：吉田拓郎） Side-B 1. 夏を忘れた海 2. わが祖国（作詞／作曲：Woody Guthrie（訳詞：漣健児）） 3. 愛する人に歌わせないで（作詞／作曲：森田公一） 4. 想い出のセレナーデ 5. また逢うためにさようなら（作詞：鈴木悦夫／作曲：森田公一） Side-C 1. シュガー・ベイビー・ラブ（作詞／作曲：Wayne Bickerton, Tony Waddington） 2. シュガー・タウンは恋の町（作詞／作曲：Lee Hazlewood） 3. 悲しき天使（作詞／作曲：Gene Raskin（訳詞：漣健児）） 4. 愛の休日（作詞：Jean Loup Dabadie（訳詞：柴野未知）／作曲：Michel Polnareff） 5. ひとりじゃないの 6. 恋する夏の日 7. 若葉のささやき Side-D 1. ジョニー・エンジェル（作詞：Lee Julien Pockriss／作曲：Lyn Duddy） 2. トップ・オブ・ザ・ワールド（作詞：John Bettis／作曲：Richard Carpenter） 3. ジ・エンド・オブ・ザ・ワールド（作詞：Dee Sylvia／作曲：Kent Arthur） 4. ママがサンタにキッスした（作詞／作曲：Thomas Connor(訳詞：漣健児)） 5. ホワイト・クリスマス（作詞・作曲：Irving Berlin） 6. 赤鼻のトナカイ（作詞・作曲：Jonny Marks(訳詞：新田宣夫)） 7. 聖しこの夜（作詞：Josef Mohr(訳詞：由木康)／作曲：Franz Xaver Gruber） | LP2枚組。九段会館ホールでのコンサート（1974年9月15日）を収録          |
| 2 | 私は天地真理           | 1976年6月1日   |          | Side-A 1. 水色の恋 2. 童話作家 3. 『いちご白書』をもう一度（作詞／作曲：荒井由実） 4. 春の風が吹いていたら（作詞：伊庭啓子／作曲：吉田拓郎） 5. 夏を忘れた海（作詞：安井かずみ／作曲：森田公一） 6. お嫁においで（作詞：岩谷時子／作曲：弾厚作） 7. 矢車草 Side-B 1. ひとりじゃないの 2. 若葉のささやき 3. ふたりの日曜日 4. なごり雪（作詞／作曲：伊勢正三） 5. ウイスキーの小瓶（作詞／作曲：みなみらんぼう） 6. 哀しきマリオネット（作詞／作曲：さだまさし） 7. 告悔（作詞／作曲：さだまさし） 8. オー・マリヤーナ（作詞：Svetozar Sisic（訳詞：田中星児）／作曲：Vlaho Paljetak） 9. 矢車草（アンコール） | 郵便貯金ホール（東京港区芝公園）でのコンサート（1976年4月17日）を収録 |

#### その他のアルバム
| タイトル         | 発売日       | 規格品番 | 収録曲 | 備考                 |
| ---------------- | ------------ | -------- | --- | -------------------- |
| 君よ知るや南の国 | 1975年7月1日 |          | Side-A 1. オーヴァチュア（作曲：宮川泰） 2. 君よ知るや南の国（作詞：Johann Wolfgang von Goethe(訳詞：安井かずみ)／作曲：Charles Louis Ambroise Thomas） 3. 気が合う同志（作詞：安井かずみ／作曲：宮川泰） 4. ミニヨンの幻想（作曲：宮川泰） 5. 初めての涙 6. 大人への憧れ（作詞：安井かずみ／作曲：宮川泰） Side-B 1. 恋のすれちがい（作詞：安井かずみ／作曲：宮川泰） 2. 天使の約束（作詞：安井かずみ／作曲：宮川泰） 3. ナポリ・ナポリ（作曲：宮川泰） 4. 明日へのワルツ（作詞：安井かずみ／作曲：宮川泰） 5. 君よ知るや南の国(フィナーレ) | オリジナル・キャスト |

#### ベスト・アルバム（LPのみ）
| #  | タイトル                      | 発売日        | 規格品番 | 収録曲 | 備考              |
| -- | ----------------------------- | ------------- | -------- | --- | ----------------- |
| 1  | ギフト・パック 天地真理       | 1972年11月1日 |          | Side-A 1. 水色の恋 2. 夢のチャペル 3. 忘れていた朝 4. 涙から明日へ 5. 好きだから 6. ちいさな恋 Side-B 1. ひとりじゃないの 2. 青春 3. 恋は水色 4. ある日私も 5. 悲しき天使 6. 虹をわたって | オリコン1位獲得   |
| 2  | ギフト・パック 天地真理       | 1973年11月1日 |          | Side-A 1. 恋する夏の日 2. 牧場の乙女 3. さくら貝 4. 虹をわたって 5. 夏を忘れた海 6. ふたりの日曜日 Side-B 1. 若葉のささやき 2. さびしかったら 3. ちいさな恋 4. ひとりじゃないの 5. 渚の誓い 6. 水色の恋 |                   |
| 3  | 天地真理ヒット全曲集          | 1974年11月1日 |          | Side-A 1. 水色の恋 2. 涙から明日へ 3. 恋は水色 4. ちいさな恋 5. ひとりじゃないの 6. 虹をわたって Side-B 1. ふたりの日曜日 2. 若葉のささやき 3. 恋する夏の日 4. 空いっぱいの幸せ 5. 恋人たちの港 6. 恋と海とTシャツと | SQ4チャンネル収録 |
| 4  | 天地真理デラックス            | 1975年6月1日  | SOLI-50  | Side-A 1. 水色の恋 2. ちいさな恋 3. ひとりじゃないの 4. 虹をわたって 5. ふたりの日曜日 6. 若葉のささやき Side-B 1. なのにあなたは京都へゆくの 2. 学生街の喫茶店 3. 太陽がくれた季節 4. 花と小父さん 5. 悲しき天使 6. 恋は水色 Side-C 1. 恋する夏の日 2. 空いっぱいの幸せ 3. 恋人たちの港 4. 恋と海とTシャツと 5. 想い出のセレナーデ 6. 木枯らしの舗道 Side-D 1. 愛のアルバム 2. ある雨の日の情景 3. 涙から明日へ 4. サルビアの花 5. 結婚しようよ 6. 誰もいない海 | LP2枚組           |
| 5  | 天地真理ヒット全曲集          | 1975年11月1日 |          | Side-A 1. さよならこんにちわ 2. 初めての涙 3. 愛のアルバム 4. 木枯らしの舗道 5. 想い出のセレナーデ 6. 恋する夏の日 Side-B 1. 水色の恋 2. ちいさな恋 3. ひとりじゃないの 4. ふたりの日曜日 5. 若葉のささやき 6. 虹をわたって |                   |
| 6  | Best of Best 天地真理のすべて | 1976年6月21日 |          | Side-A 1. 矢車草 2. 夕陽のスケッチ 3. さよならこんにちわ 4. 愛のアルバム 5. 初めての涙 6. 木枯らしの舗道 Side-B 1. 想い出のセレナーデ 2. 恋と海とTシャツと 3. 恋人たちの港 4. 空いっぱいの幸せ 5. 恋する夏の日 6. 若葉のささやき Side-C 1. 水色の恋 2. ちいさな恋 3. ひとりじゃないの 4. 虹をわたって 5. ふたりの日曜日 6. 明日への愛 Side-D 1. 小さな人生 2. 明日また 3. 京都でひとり 4. 思い出の足音 5. 明日への出発 6. 夏を忘れた海                           | LP2枚組           |
| 7  | 天地真理ヒット全曲集          | 1976年11月1日 |          | Side-A 1. 愛の渚 2. 恋する夏の日 3. 恋人たちの港 4. 木枯らしの舗道 5. 想い出のセレナーデ 6. 矢車草 Side-B 1. ふたりの日曜日 2. 若葉のささやき 3. 虹をわたって 4. ひとりじゃないの 5. ちいさな恋 6. 水色の恋 |                   |
| 8  | THE BEST 天地真理             | 1977年11月1日 |          | Side-A 1. 水色の恋 2. ちいさな恋 3. ひとりじゃないの 4. 虹をわたって 5. ふたりの日曜日 6. 若葉のささやき 7. 恋する夏の日 Side-B 1. 恋人たちの港 2. 恋と海とTシャツと 3. 想い出のセレナーデ 4. 木枯らしの舗道 5. さよならこんにちわ 6. 矢車草 7. 愛の渚 |                   |
| 9  | THE BEST 天地真理             | 1978年11月1日 |          | Side-A 1. ふたりの日曜日 2. 恋する夏の日 3. ひとりじゃないの 4. 若葉のささやき 5. ちいさな恋 6. 空いっぱいの幸せ 7. 水色の恋 Side-B 1. 愛の渚 2. 矢車草 3. さよならこんにちわ 4. 虹をわたって 5. 恋人たちの港 6. 木枯らしの舗道 7. 想い出のセレナーデ |                   |
| 10 | THE BEST 天地真理             | 1979年11月1日 |          | Side-A 1. 水色の恋 2. ひとりじゃないの 3. 虹をわたって 4. ふたりの日曜日 5. 若葉のささやき 6. 恋する夏の日 7. 空いっぱいの幸せ Side-B 1. 恋人たちの港 2. 恋と海とTシャツと 3. 想い出のセレナーデ 4. ちいさな恋 5. 木枯らしの舗道 6. 矢車草 7. 夏を忘れた海 |                   |
| 11 | THE BEST 天地真理             | 1980年11月1日 |          | Side-A 1. 初恋のニコラ 2. 愛・つづれ織り 3. 矢車草 4. 想い出のセレナーデ 5. 夏を忘れた海 6. 夕陽のスケッチ 7. 愛の渚 Side-B 1. ふたりの日曜日 2. 若葉のささやき 3. 恋する夏の日 4. 虹をわたって 5. ひとりじゃないの 6. 空いっぱいの幸せ 7. 水色の恋 |                   |

#### ベスト・アルバム (CD)
| #  | タイトル                                                                | 発売日         | 規格品番 | 収録曲 | 備考                                                             |
| -- | ----------------------------------------------------------------------- | -------------- | -------- | --- | ---------------------------------------------------------------- |
| 1  | 天地真理ベスト・コレクション                                            | 1985年4月1日   |          | 1. 水色の恋 2. ちいさな恋 3. ひとりじゃないの 4. 虹をわたって 5. ふたりの日曜日 6. 若葉のささやき 7. 恋する夏の日 8. 空いっぱいの幸せ 9. 恋人たちの港 10. 恋と海とTシャツと 11. 想い出のセレナーデ 12. 夕陽のスケッチ 13. 矢車草 14. 愛の渚 15. 初恋のニコラ                 |                                                                  |
| 2  | 天地真理ベスト・コレクション                                            | 1986年5月21日  |          | 1985年版と同一 | ジャケット写真とCDケースを変更                                   |
| 3  | 天地真理メモリーズ                                                      | 1988年7月21日  |          | 1. 水色の恋 2. ひとりじゃないの 3. 若葉のささやき 4. 恋する夏の日 5. 想い出のセレナーデ | ミニ・アルバム                                                   |
| 4  | 天地真理ベスト・コレクション                                            | 1995年3月5日   |          | 1. 水色の恋 2. 虹をわたって 3. 恋する夏の日 4. 恋と海とTシャツと 5. 想い出のセレナーデ 6. 空いっぱいの幸せ 7. ひとりじゃないの 8. 若葉のささやき 9. ふたりの日曜日 10. 矢車草                                                                                                |                                                                  |
| 5  | GOLDEN J-POP / THE BEST 天地真理                                        | 1998年11月21日 |          | 収録曲を参照 | SBM (SuperBitMapping) 音源                                       |
| 6  | GOLDEN☆BEST 天地真理 コンプリート・シングル・コレクション・アンド・モア | 2002年11月20日 |          | 収録曲を参照 | CD2枚組。 2009年8月19日にはBlu-spec CD盤が初回完全生産限定で発売 |
| 7  | 天地真理BEST OF BEST                                                    | 2006年9月21日  |          | 1. 水色の恋 2. ちいさな恋 3. ひとりじゃないの 4. 虹をわたって 5. ふたりの日曜日 6. 若葉のささやき 7. 恋する夏の日 8. 空いっぱいの幸せ 9. 恋人たちの港 10. 恋と海とTシャツと 11. 想い出のセレナーデ 12. 木枯らしの舗道                                                        |                                                                  |
| 8  | 天地真理35th Anniversary                                                | 2006年11月5日  |          | 1. 水色の恋 2. ちいさな恋 3. ひとりじゃないの 4. 虹をわたって 5. ふたりの日曜日 6. 若葉のささやき 7. 恋する夏の日 8. 想い出のセレナーデ 9. 夏を忘れた海 10. また逢うためにさようなら 11. チュウちゅう乾杯−デュエット- (With Mr.SATUMA)                                       |                                                                  |
| 9  | エッセンシャル・ベスト 天地真理                                         | 2007年8月21日  |          | 1. 水色の恋 2. ちいさな恋 3. ひとりじゃないの 4. 虹をわたって 5. ふたりの日曜日 6. 若葉のささやき 7. 恋する夏の日 8. 空いっぱいの幸せ 9. 恋人たちの港 10. 恋と海とTシャツと 11. 想い出のセレナーデ 12. 木枯らしの舗道 13. 愛のアルバム 14. 初めての涙 15. さよならこんにちわ |                                                                  |
| 10 | 天地真理スーパー・ベスト                                                | 2007年9月20日  |          | 1. 水色の恋 2. ちいさな恋 3. ひとりじゃないの 4. 虹をわたって 5. ふたりの日曜日 6. 若葉のささやき 7. 恋する夏の日 8. 空いっぱいの幸せ 9. 恋人たちの港 10. 恋と海とTシャツと 11. 想い出のセレナーデ 12. 木枯らしの舗道 13. 愛のアルバム 14. 初めての涙 15. 矢車草 16. 愛の渚  |                                                                  |
| 11 | GOLDEN☆BEST 天地真理                                                    | 2013年4月17日  |          | 収録曲を参照 | レコードジャケットの別カット写真が掲載された懐刻盤。             |
| 12 | ゴールデン☆アイドル 天地真理                                            | 2014年7月30日  |          | 収録曲を参照 | CD2枚組。完全生産限定盤。Blu-spec CD2仕様。                      |

#### CD-BOX
| タイトル                      | 発売日         | 収録曲       | 備考                                                        |
| ----------------------------- | -------------- | ------------ | ----------------------------------------------------------- |
| 天地真理 プレミアム・ボックス | 2006年10月1日  | 収録曲を参照 | 歌手デビュー35周年記念CD BOX。 DVD1枚+CD9枚                 |
| 私は歌手                      | 2018年12月25日 | 収録曲を参照 | 「オーダーメイドファクトリー」によるリリース。 DVD1枚+CD5枚 |

## 出演

### 映画
- めまい（1971年、松竹） - 下田波子 役
監督：斎藤耕一 共演者：辺見マリ、范文雀、小川ひろみ、天路圭子、田中好子など。「斎藤マリ」の芸名による無名時代唯一の出演作。
- 虹をわたって（1972年、松竹） - 星野マリ 役
共演者：日色ともゑ、左時枝など
- 舞妓はんだよ全員集合!! （1972年、松竹） - バスガイド 役（「ふたりの日曜日」を歌う）
共演者：吉沢京子、早瀬久美、大信田礼子など
- 愛ってなんだろ（1973年、松竹） - 浅見麻里子 役
共演者：森田健作、小鹿ミキなど
- チョットだけョ全員集合!!（1973年、松竹） - 校医 役（「恋する夏の日」を歌う）
共演者：小鹿ミキ、キャッシーなど
- ザ・ドリフターズの極楽はどこだ!!（1974年、松竹） - お向かいの真理ちゃん 役（「木枯らしの舗道」を歌う）
共演者：キャンディーズ、アン・ルイス、ホーン・ユキ、篠ひろ子など
- もうひとつの少年期（1984年、現代ぷろだくしょん） - 看護婦 役
監督：石山昭信 原作：藤田俊二 主演：さとう宗幸
- 魔性の香り（1985年、にっかつ） - 秋子 役
共演者：鰐淵晴子、風祭ゆきなど
- まんだら屋の良太（1986年、ニューセレクト） - 温泉芸者お染 役
共演者：山口いづみ、神保美喜、高瀬春奈など
- 中指姫 俺たちゃどうなる？（1993年、松竹）
共演者：田中律子、RIKACO、松本伊代など
- お墓がない!（1998年、松竹） - 未亡人敏江 役
共演者：岩下志麻、森山良子など

### テレビ番組

#### NHK紅白歌合戦出場歴
| 年度/放送回               | 回 | 曲目               | 出演順 | 対戦相手                   |
| ------------------------- | -- | ------------------ | ------ | -------------------------- |
| 1972年（昭和47年）/第23回 | 初 | ひとりじゃないの   | 01/23  | 森進一                     |
| 1973年（昭和48年）/第24回 | 2  | 恋する夏の日       | 14/22  | にしきのあきら             |
| 1974年（昭和49年）/第25回 | 3  | 想い出のセレナーデ | 18/25  | 内山田洋とクール・ファイブ |

注意点
- 出演順は「出演順/出場者数」で表す。

#### ドラマ・バラエティ番組など
- 時間ですよ 第2シリーズ（1971年 - 1972年、TBS）
- 刑事くん 第35話「ちいさな恋」（1972年5月1日、TBS） - 婦警・キタハラタエコ 役
- 花嫁はおかみさん（1972年、CX） - 喜多川ユリ 役
- おはよう（1972年、TBS）
- 真理ちゃんとデイト（1972年10月 - 1973年3月、TBS）
- 時間ですよ 第3シリーズ（1973年、TBS）
- おしろい花（1974年、NTV）
- きんきんケロンパ歌謡曲（1972年 - 1974年、現：テレビ東京） - 「きんきんマリマリ歌謡曲」のタイトルコール
- となりの真理ちゃん（1973年4月 - 9月、TBS）
- とび出せ!真理ちゃん（1973年10月 - 1974年3月、TBS）
- アタック!真理ちゃん（1974年4月 - 9月、TBS）
- 星の子チョビン（1974年4月5日 - 9月27日、TBS） - ナレーション
- はばたけ!真理ちゃん（1974年10月 - 1975年3月、TBS）
- ふたりでひとり（1976年、TBS）
- 暁に斬る! 第15話「越後湯けむり女の情」（1983年、KTV）
- オレたちひょうきん族（1983年10月 - 1985年8月、CX）
- 月曜ドラマランド「意地悪お手伝いさん」シリーズ1〜3（1984年 - 1985年、CX） - 弁護士見習い 役
- 月の川（1984年、TBS） - 時沢加津子 役
- サーティーン・ボーイ（1985年、TBS）
- 金曜女のドラマスペシャル「あなたの夫、殺します」（1987年、CX） - 白沢美々（銀座のホステス） 役
- 明石家さんまのスポーツするぞ!大放送 (CX)
- さんまのナンでもダービー（ANB）
- 森田一義アワー 笑っていいとも!（1995年7月 - 9月、フジテレビ） - 木曜日担当
- ただいま満室（2000年、ANB） - 栗田若菜 役
- 壮絶バトル!花の芸能界 衝撃の天地真理スペシャル！（2003年9月4日、NTV）
- 思い出のメロディー（2004年、NHK）

### CM
- ブリヂストンサイクル工業（現：ブリヂストンサイクル） - ブリヂストン自転車「ドレミまりちゃん」（児童用自転車）、ミモレ（婦人用自転車）
- ポピー（現：プレックス） - 天地とアグネス・チャンをモデルにしたフィギュア「ポピーちゃん」なるものが発売され、CMにも出演している。このほかにも同世代のアイドルをモデルにしたフィギュアや、専用のステージまで発売されていた。
- 参天製薬 目薬サンテドウ - CM曲は「愛する瞳」（作詞・作曲：浜口庫之助）
- 不二家 不二家チョコレート メロディ - CM曲は「愛のメロディ」（作詞：山上路夫／作曲：平尾昌晃）
- エスビー食品（1970年代当時：ヱスビー食品）S&Bゴールデンシチュー -「しましまで 胴長の かわいいわたしのマスコット ヱスビーゴールデンシチューでバルディちゃんが1万匹」と歌う。「バルディちゃん」とは、1972年夏季開催のミュンヘン五輪で採用された公式マスコット「Waldi」を指す。
- 旭硝子（現：AGC）美顔器エレンスパック（1979年）- CM曲は「ひとかかえの愛」（作詞：藤公之介／作曲：森田公一）の一節「暖かな あなたの心に 触れたくて 今」。森光子の「あれっ、そうだやっぱり真理ちゃん。きれいになったわ。」というせりふのあとに「自然な素肌をカムバックさせるエレンスパック」という男性ナレーションが入る。これは当時、長期休業ののちにカムバックを果たした天地のイメージを効果的に活かしたものである。
- PIZZA-LA ピザーラお届け（1995年）藤谷美和子、岡本夏生、有田気恵らと共演
- サントリー・CCレモン（1995年ごろ）娘と共演
- なお上記のほか、三和銀行、クロバー編み針、味の素マヨネーズ、富士フイルムフジカラーのイメージ・ガールも務めた。

### ビデオ
- 天地真理 KAUAI（1983年、日本ビデオ映像）
- 危険なレッスン（1986年、ファイブスター） - 涼子 役。1989年、笠倉出版社から再発売された。
- これならできる！ 天地真理のらくらくダイエット スリムになるってすてきなことね（1997年、モッツコーポレーション）

## 書籍

### 写真集
- 天地真理写真集（1983年、スコラ） - 撮影：清水清太郎
- 天地真理写真集（1986年、辰巳出版） - 撮影：清水清太郎
- 東京モガ（1997年、モッツコーポレーション） - 撮影：沢渡朔

### 自著
- 天地真理『スリムになるってステキなことネ 天地真理の白雪姫ダイエット』（1997年、双葉社）

### 関連書籍
- 塩崎雪生『氷の福音 《天地真理》をめぐりたる象徴学的研究』（2013年、塩崎研究所）

「世界初の天地真理研究書」と銘打つ自費出版本であり、書店では販売しておらず、著者の直販（メールまたはヤフオク!）でのみ入手可能である。なお、2019年6月まではYahoo!ショッピングでも直販していたが、Yahoo!ショッピングが個人出店の受付を終了したため、ヤフオク!か直接連絡のみとなった。